# Парыкино
Пары́кино — деревня в муниципальном округе Егорьевск Московской области России.

## География
Деревня Парыкино расположена в восточной части муниципального округа Егорьевск, примерно в 21 километре к юго-востоку от города Егорьевск. В 5 километрах к северу от деревни протекает река Цна. Высота над уровнем моря 138 метров.

## Название
Название связано с некалендарным личным именем Парыга.

## История
До отмены крепостного права жители деревни относились к разряду государственных крестьян. После 1861 года деревня вошла в состав Парыкинской волости Егорьевского уезда. Приход находился в селе Владычино.
В 1926 году деревня входила в Парыкинский сельсовет Починковской волости Егорьевского уезда.
До 1994 года Парыкино входило в состав Подрядниковского сельсовета Егорьевского района, а в 1994—2006 годы — Подрядниковского сельского округа.
До 2015 года входила в состав сельского поселения Юрцовское.

## Демография
В 1885 году в деревне проживало 722 человека, в 1905 году — 1021 человек (511 мужчин, 510 женщин), в 1926 году — 810 человек (334 мужчины, 476 женщин). По переписи 2002 года — 81 человек (28 мужчин, 53 женщины). Население — 129 человек (2010).
| 1859 | 1868 | 1885 | 1905  | 1926 | 2002 | 2006 |
| ---- | ---- | ---- | ----- | ---- | ---- | ---- |
| 610  | ↘598 | ↗722 | ↗1021 | ↘810 | ↘81  | ↘73  |
| 2010 |      |      |       |      |      |      |
| ↗129 |      |      |       |      |      |      |